# The Great Man's Lady
The Great Man's Lady is een Amerikaanse western uit 1942 onder regie van William A. Wellman.

## Verhaal
De eeuwelinge Hannah Sempler vertelt het verhaal van haar leven aan een journaliste. In 1848 wordt ze verliefd op Ethan Hoyt. Als pioniers stichten ze samen een nieuwe stad in het Wilde Westen.

## Rolverdeling
| Acteur              | Personage            |
| ------------------- | -------------------- |
| Barbara Stanwyck    | Hannah Sempler       |
| Joel McCrea         | Ethan Hoyt           |
| Brian Donlevy       | Steely Edwards       |
| K.T. Stevens        | Journaliste          |
| Thurston Hall       | Mijnheer Sempler     |
| Lloyd Corrigan      | Mijnheer Cadwallader |
| Etta McDaniel       | Delilah              |
| Frank M. Thomas     | Frisbee              |
| William B. Davidson | Senator Knobs        |
| Lillian Yarbo       | Mandy                |
| Helen Lynd          | Bettina              |
| Mary Treen          | Persis               |
| Lucien Littlefield  | Redacteur            |
| John Hamilton       | Senator Grant        |
| Fred Toones         | Pogey                |